# Corse (Gloucestershire)
Pour les articles homonymes, voir Corse (homonymie).
Corse est un village du Gloucestershire, en Angleterre.